# O'Shea Jackson Jr.
O'Shea Jackson Jr. (Los Angeles, Califórnia 24 de Fevereiro de 1991) conhecido pelo seu nome artístico OMG, é um ator americano e rapper. O'Shea é filho do rapper Ice Cube. Ele retratou seu pai em 2015 no filme biográfico do grupo N.W.A. Straight Outta Compton, que foi sua estréia como ator.

## Biografia

### Vida pessoal
Jackson foi nascido em Los Angeles, Califórnia, filho do O'Shea Jackson, mais conhecido como Ice Cube, e Kimberly Woodruff.
Jackson tem dois irmãos mais novos,  Darrell (nascido em 29 de dezembro de 1992) e o Shareef (nascido em 17 de novembro de 1995) e uma irmã chamada Karima (nascido em 17 de fevereiro de 1994).

## Carreira

### Filme
Em Junho de 2014, foi anunciado que Jackson tinha sido lançado para retratar o seu pai, Ice Cube, em Straight Outta Compton, um filme biográfico sobre N.W.A.. O filme foi lançado em 14 de agosto de 2015, para opiniões positivas. Jackson é conhecido por sua semelhança física com o pai.

### Música
Em 2010, Jackson e seu irmão Darrell foram destacados nas músicas como; "She Couldn't Make It On Her Own" e "Y'all Know How I Am", singles do seu pai do álbum I Am the West.
Em Março de 2012, Jackson, sob o nome de OMG, lançou sua primeira mixtape, Jackin' for Beats, em online.
Em entrevista à revista XXL, Jackson disse: Algumas pessoas dizem que eu pareço como meu Deus. Ninguém tem me comparado ou tentou igualar-me com outros artistas.
Em 2015, Jackson apareceu no videoclipe "Touch" da Pia Mia.

## Discografia
| Ano  | Título            | Tipo    | Outras observações               |
| ---- | ----------------- | ------- | -------------------------------- |
| 2012 | Jackin' for Beats | Mixtape |                                  |
| 2014 | "OMG"             | Single  | produzido por Foreign Allegiance |
| 2015 | "Ain't No Place"  | Single  | produzido por Foreign Allegiance |

## Filmografia

### Cinema
| Ano  | Título                         | Papel                  | Outras observações |
| ---- | ------------------------------ | ---------------------- | ------------------ |
| 2015 | Straight Outta Compton         | Ice Cube               | Papel Principal    |
| 2017 | Ingrid Goes West               | Dan Pinto              |                    |
| 2018 | Den of Thieves                 | Donnie Wilson          |                    |
| 2019 | Flarsky                        |                        | Pós-produção       |
| 2019 | Godzilla: King of the Monsters | Warrent Officer Barnes |                    |
| 2025 | Covil de Ladrões 2             | Donnie Wilson          |                    |

### Televisão
| Ano  | Título         | Papel        | Notas                     |
| ---- | -------------- | ------------ | ------------------------- |
| 2018 | Drunk History  | DJ Kool Herc | Episódio: "Game Changers" |
| 2022 | Obi-Wan Kenobi | Kawlan Roken | Co-Estrela                |